# 幽☆遊☆白書 闇勝負!!暗黒武術会
『幽☆遊☆白書 闇勝負!!暗黒武術会』（ゆうゆうはくしょ やみしょうぶ あんこくぶじゅつかい）は、1993年にバンプレストから発売された3Dシューティングゲームである。

## 概要
週刊少年ジャンプ誌上で連載されていた漫画『幽☆遊☆白書』（1990年 - 1994年）を題材にしたゲーム。同年にはスーパーファミコン版『幽☆遊☆白書』や3DO版が発売され、さらに翌年にはメガドライブで『幽☆遊☆白書外伝』や『幽☆遊☆白書 魔強統一戦』が発売されるなど数多くゲーム化されていたが、本作が最も早く発売された。 
他機種も含め、ジャンルはアドベンチャーゲームや対戦格闘ゲームなど多岐に渡るが、本作品は3Dシューティングゲームとなっている。
ゲーム画面は3Dで相手と対峙することとなり、カーソルを操作し対戦相手に攻撃を撃ちこむガンシューティングゲームのようなシステムとなっており、各キャラクターは全てテレビアニメ版『幽☆遊☆白書』（1992年 - 1995年）と同じ声優が演じている。
また、本作品はバンプレストのPCエンジン初参入ソフトとなっている。

## スタッフ
- プログラマー：まきこうせい、田村毅、さいとうしゅういち、わだやすゆき、PENTIUM SHIOCHI（塩住誠）
- デザイナー：わたなべゆうじ、なかむらとしろう、LUCKY P（西山彰則）、高尾伸治、雪野和哉、KATTAA
- サウンド・コンポーザー：みしまともみ
- ディレクター：JIPPAHITOKARAGE
- スペシャル・サンクス：渡辺幸雄、宮澤秀一、小原伸之、KAMEKICHI、岡本みちと、KIM HOEYEONG、貞森康毅、SUMIKAZU、きのしたひでかず、さとうあつし、寺崎基治
- プランナー：守谷淳一

## 評価
ゲーム誌「ファミコン通信」の「クロスレビュー」では7・5・5・4の合計21点（満40点）、「月刊PCエンジン」では65・75・70・65・70の平均69点（満100点）、「PC Engine FAN」の読者投票による「ゲーム通信簿」での評価は以下の通りとなっており、21.0点（満30点）となっている。
| 項目 | キャラクタ | 音楽 | お買得度 | 操作性 | 熱中度 | オリジナリティ | 総合 |
| 得点 | 4.1        | 3.6  | 3.0      | 3.0    | 3.4    | 3.9            | 21.0 |